# The Wrong (serie di film)
The Wrong è una serie di thriller televisivi americano/canadesi realizzati per Lifetime Television.
La serie è composta da 31 film ognuno dei quali presenta una storia a sé stante ed è interpretato da diversi attori. Diversi film della serie sono stati però diretti dal regista David DeCoteau ed interpretati da Vivica A. Fox, sempre in ruoli differenti.

## I film
| n° | Film                                                      | Prima TV originale | Prima TV italiana |
| -- | --------------------------------------------------------- | ------------------ | ----------------- |
| 1  | Il terrore al piano di sopra (The Wrong Roommate)         | 4 gennaio 2016     | 14 settembre 2017 |
| 2  | In cerca di vendetta (The Wrong Car)                      | 16 gennaio 2016    | 13 marzo 2017     |
| 3  | The Wrong Child                                           | 26 giugno 2016     | —                 |
| 4  | Non toccate la mia casa (The Wrong House)                 | 26 dicembre 2016   | 5 settembre 2018  |
| 5  | L'ossessione di Maddie (The Wrong Student)                | 11 marzo 2017      | 15 maggio 2018    |
| 6  | La madre sbagliata (The Wrong Mother)                     | 8 aprile 2017      | 19 giugno 2017    |
| 7  | The Wrong Bed: Naked Pursuit                              | 2 giugno 2017      | —                 |
| 8  | L'ossessione di Jamie (The Wrong Neighbor)                | 26 giugno 2017     | 30 aprile 2018    |
| 9  | Una figlia di troppo (The Wrong Nanny)                    | 1º luglio 2017     | 5 ottobre 2017    |
| 10 | Un ammiratore pericoloso (The Wrong Crush)                | 2 luglio 2017      | 21 maggio 2018    |
| 11 | L'incubo della porta accanto (The Wrong Man)              | 29 dicembre 2017   | 10 settembre 2019 |
| 12 | Non è mia figlia (The Wrong Daughter)                     | 15 aprile 2018     | 19 novembre 2018  |
| 13 | L'identità rubata (The Wrong Son)                         | 19 aprile 2018     | 1º ottobre 2019   |
| 14 | The Wrong Cruise                                          | 28 luglio 2018     | —                 |
| 15 | Mai fidarsi di quel ragazzo (The Wrong Friend)            | 14 settembre 2018  | 21 agosto 2020    |
| 16 | Uno studente quasi perfetto (The Wrong Teacher)           | 28 dicembre 2018   | 5 novembre 2020   |
| 17 | Bellezza ossessiva (The Wrong Patient)                    | 30 dicembre 2018   | 23 ottobre 2019   |
| 18 | Una matrigna pericolosa (The Wrong Stepmother)            | 5 luglio 2019      | 8 settembre 2022  |
| 19 | Mai fidarsi del mio vicino (The Wrong Boy Next Door)      | 12 luglio 2019     | 28 luglio 2020    |
| 20 | Mai fidarsi di mia madre (The Wrong Mommy)                | 19 luglio 2019     | 4 settembre 2020  |
| 21 | Mai fidarsi di Emily (The Wrong Tutor)                    | 26 luglio 2019     | 18 ottobre 2022   |
| 22 | Ossessionato da te (The Wrong Cheerleader)                | 8 settembre 2019   | 14 ottobre 2022   |
| 23 | Mai fidarsi di una bionda (The Wrong Housesitter)         | 24 gennaio 2020    | 31 agosto 2022    |
| 24 | Eterna ossessione (The Wrong Wedding Planner)             | 17 luglio 2020     | 25 marzo 2022     |
| 25 | Un estraneo tra noi (The Wrong Stepfather)                | 31 luglio 2020     | 4 aprile 2022     |
| 26 | Eterna ossessione (The Wrong Cheerleader Coach)           | 17 ottobre 2020    | 25 marzo 2022     |
| 27 | The Wrong Real Estate Agent                               | 1º gennaio 2021    | —                 |
| 28 | The Wrong Fiancé                                          | 8 gennaio 2021     | —                 |
| 29 | L'incubo di Tracy (The Wrong Mr. Right)                   | 15 gennaio 2021    | 26 aprile 2023    |
| 30 | Il principe dell'inganno (The Wrong Prince Charming)      | 22 gennaio 2021    | 22 giugno 2022    |
| 31 | The Wrong Valentine                                       | 11 febbraio 2021   | —                 |
| 32 | The Wrong Cheer Captain                                   | 29 agosto 2021     | —                 |
| 33 | The Wrong Blind Date                                      | 14 gennaio 2022    | —                 |
| 34 | Il passato di Danielle (The Wrong High School Sweetheart) | 4 febbraio 2022    | 12 maggio 2023    |
| 35 | The Wrong Life Coach                                      | 11 gennaio 2024    | —                 |